# Paolo Casoli
Paolo Casoli (Castelnovo ne' Monti, 18 augustus 1965) is een Italiaans motorcoureur. In 1997 werd hij de eerste kampioen van de wereldserie Supersport.

## Carrière
Casoli maakte zijn debuut in het wereldkampioenschap wegrace in 1984 op een MBA in de 125 cc-klasse tijdens de Grand Prix der Naties, waarin hij niet aan de finish kwam. In 1986 reed hij zijn eerste volledige seizoen in de klasse op een MBA. Hij behaalde zijn beste resultaten met twee zevende plaatsen in de TT van Assen en in Baden-Württemberg. Met 14 punten werd hij veertiende in de eindstand.
In 1987 kende Casoli zijn beste seizoen in het WK wegrace. Hij stapte dat jaar over naar een AGV, een motorfiets met een MBA-motorblok en een LCR-chassis. Hij behaalde zijn eerste podiumfinish in Spanje en kwam ook in Oostenrijk, Nederland en San Marino op het podium. In de seizoensfinale in Portugal behaalde hij zijn eerste en enige Grand Prix-overwinning. Dit was tevens de enige race van het seizoen die niet werd gewonnen door Fausto Gresini. Met 61 punten werd hij achter Gresini en Bruno Casanova derde in het kampioenschap.
In 1988 maakte Casoli binnen het WK wegrace de overstap naar de 250 cc-klasse, waarin hij op een Garelli reed. Hij kende een moeilijk seizoen, waarin hij zes keer uitviel en zich niet wist te kwalificeren voor twee races. Hij kwam twee keer in de top 15 terecht, met een veertiende plaats in Duitsland als beste resultaat. Met 3 punten eindigde hij op plaats 44 in het klassement. In 1989 kwam hij uit op een Honda. Halverwege het seizoen moest hij vijf races missen. Hij kwam dat jaar enkel tot scoren met een twaalfde plaats in de voorlaatste race in Tsjecho-Slowakije. Met 4 punten eindigde hij op plaats 36 in de rangschikking.
In 1990 stapte Casoli over naar een Yamaha, waar zijn resultaten enigszins verbeterden. Een achtste plaats in België was dat jaar zijn beste resultaat. Met 31 punten werd hij zeventiende in de eindstand. In 1991 behaalde hij zeven top 10-finishes, met een zevende plaats in Groot-Brittannië als hoogtepunt. Met 65 punten werd hij tiende in het klassement.
In 1992 behaalde Casoli zijn beste resultaten met drie tiende plaatsen in de Grands Prix van Australië, Maleisië en 1992. Met 3 punten eindigde hij op plaats 21 in het kampioenschap. In 1993 stapte hij over naar een Gilera. Vanwege diverse blessures moest hij dat jaar een aantal races missen. Hij kwam tweemaal tot scoren, met een twaalfde plaats in Italië als beste resultaat. Met 7 punten eindigde hij op plaats 26 in de rangschikking.
In 1994 maakte Casoli de overstap naar het wereldkampioenschap superbike, waarin hij de helft van de races op een Yamaha reed. Hij behaalde twee podiumfinishes op Assen en Donington en werd met 76 punten dertiende in de eindstand. In 1995 was een achtste plaats op Assen zijn beste resultaat en werd hij met 50 punten zestiende in het kampioenschap. In 1996 maakte hij de overstap naar een Ducati, voor wie hij zijn beste klassering behaalde met een zesde plaats op Hockenheim. Met 70 punten werd hij veertiende in het klassement. In 1995 en 1996 werd hij tevens kampioen in het Italiaans kampioenschap superbike.
In 1997 stapte Casoli over naar de nieuwe wereldserie Supersport, waarin hij op een Ducati reed. Hij behaalde zijn eerste zege in de tweede race op Donington en voegde hier op Oschersleben en Sugo nog twee zeges aan toe. Tevens behaalde hij podiumplaatsen op Hockenheim, Brands Hatch en Assen. Met 145 punten werd hij gekroond tot de eerste kampioen in deze klasse. Ook werd hij dat jaar kampioen in het Italiaans kampioenschap Supersport.
In 1998 trapte Casoli het seizoen goed af met een zege in de seizoensopener op Donington. In de rest van het seizoen was zijn enige andere podiumfinish een overwinning op Laguna Seca. Met 92 punten werd hij achter Fabrizio Pirovano, Vittoriano Guareschi en Stéphane Chambon vierde in het kampioenschap. In 1999 werd de wereldserie Supersport vervangen door een officieel wereldkampioenschap, waarin Casoli op een Ducati reed. Hij behaalde twee podiumplaatsen op Misano en Laguna Seca, maar deze laatste race was tevens zijn laatste race van het seizoen, aangezien hij de overige vier races niet in actie kwam. Met 45 punten werd hij veertiende in de eindstand. Dat jaar werd hij wel voor de derde en laatste keer kampioen in het Italiaans kampioenschap superbike.
In 2000 won Casoli twee races in het WK Supersport op Monza en Brands Hatch. Daarnaast behaalde hij podiumplaatsen op Phillip Island en Misano. Met 133 punten werd hij achter Jörg Teuchert tweede in het kampioenschap. In 2001 maakte hij de overstap naar een Yamaha, voor wie hij drie races won op Sugo, Donington en Assen. Ook op Monza en Misano stond hij op het podium. Met 147 punten werd hij achter Andrew Pitt wederom tweede in het klassement.
2002 was het laatste seizoen van Casoli als motorcoureur, die hij wederom doorbracht in het WK Supersport op een Yamaha. Hij won een race op Oschersleben en behaalde daarnaast drie podiumplaatsen op Silverstone, Brands Hatch en Assen. Met 128 punten werd hij achter Fabien Foret, Katsuaki Fujiwara en Stéphane Chambon vierde in de eindstand. Na afloop van het seizoen kondigde hij zijn afscheid als motorcoureur aan als gevolg van een zwaar ongeluk dat hij had terwijl hij in de winter aan het testen was voor het volgende seizoen.